# Cykloráma

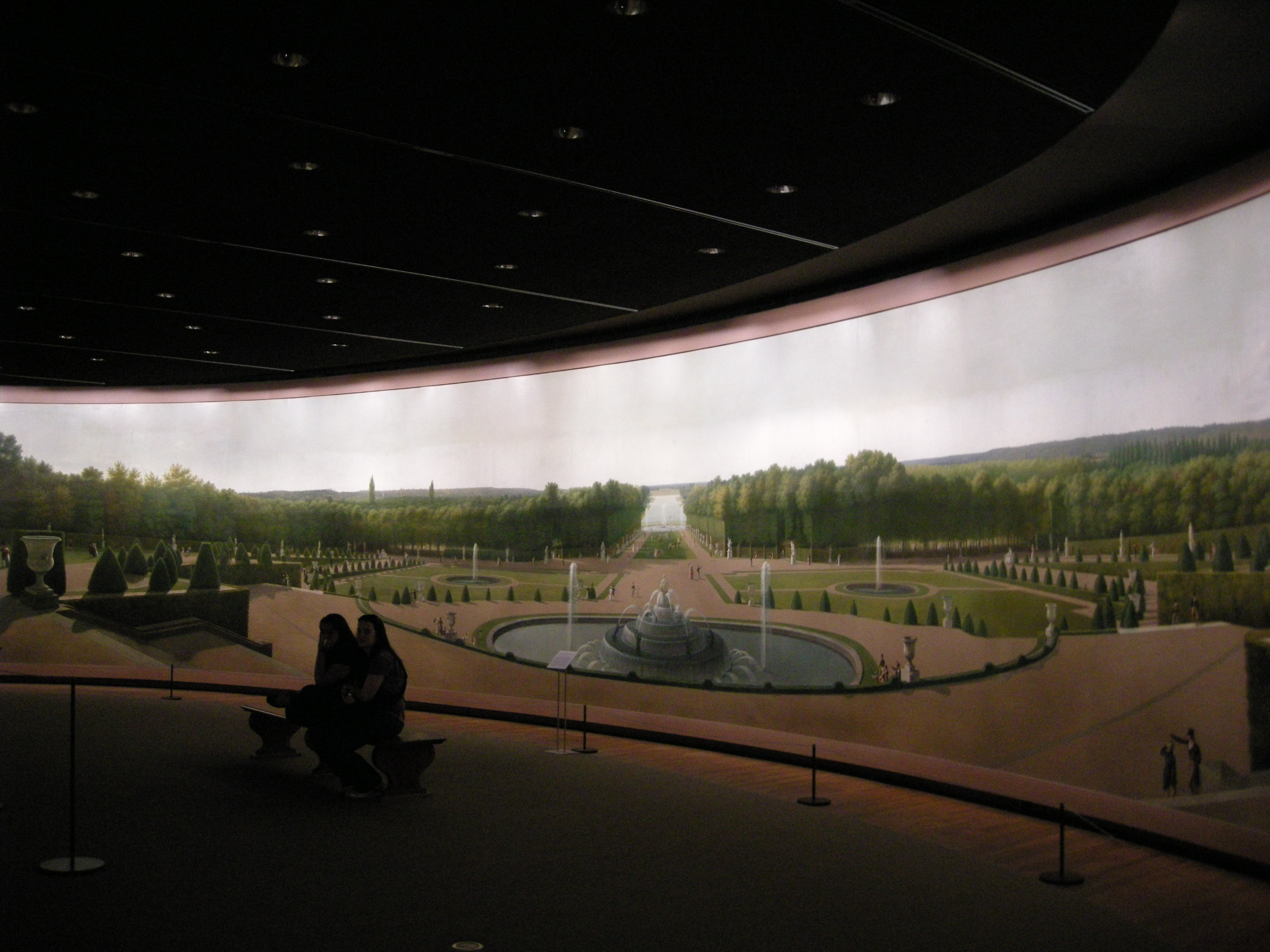
John Vanderlyn: Cykloráma paláce a zahrad ve Versailles, 1818–1819

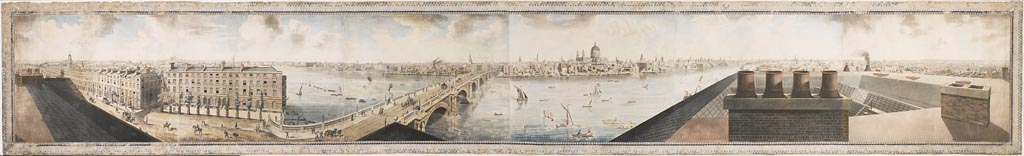
Robert Barker: Cykloráma Londýna, 1792

Cykloráma je druh panoramatické malby na vnitřní stěně válce, která v divákovi budí iluzi reálného fyzického prostoru neboli 3D efektu. Očekávaný výsledek tohoto panoramatického pohledu je divákův pocit, že stojí uprostřed historické události nebo na nějakém slavném místě. Důležité však je, aby se divák zastavil uprostřed díla, jen tak získá dokonalou iluzi obrazu. Tento druh umění může být do jisté míry považován z optického hlediska za předchůdce kina IMAX. Cykloráma se nevztahuje pouze k malbě, tento termín se může vztahovat i k budovám, filmu, fotografii, divadlu nebo koncertu.

## Historie
Termín panoráma vytvořil Ir Robert Barker, který chtěl najít cestu, jak zachytit panoramatický pohled z Calton Hill – vyvýšeniny v centru skotského Edinburghu, která je často vyobrazována na fotografiích a malbách města. Robert Baker v Edinburghu roce 1787 otevřel svoji první budovu s cyklorámou.
Cykloráma byla na konci 19. století tak populární, že se stala doslova hlavní zábavou, podobně jako moderní film. Zatímco diváci postávali uprostřed malby, často obklopeni hudbou, vypravěči jim líčili události z obrazů. Někdy, aby se zdůraznil realističtější vzhled cyklorámy, je použitá v popředí obrazu dioráma (trojrozměrné zobrazení v plné velikosti nebo zmenšený model, ukazující převážně historické události nebo městské a přírodní scenérie).
Například znázornění pozemní a námořní bitvy u Vicksburgu (v roce 1863)  bylo kompletně dokončeno a poprvé vystaveno v Paříži. Tuto práci Luciena-Pierra Sergenta a Josepha Bertranda mohli diváci obdivovat také v New Yorku, Chicagu, San Francisku nebo Tokiu. Dalším dílem, kde se objevuje cykloráma, je obrovská kruhová olejomalba Bitva u Gettysburgu francouzského malíře Paula Philippoteauxe, obraz je dodnes vystavován v muzeu v Gettysburgu. Téměř v každém větším městě USA a Evropy, i v Praze, byly postaveny kruhové nebo šestiúhlé budovy, které poskytovaly divákům prostor k prohlížení cyklorám. Byly vytvořeny stovky děl s cyklorámou, ale zachovalo se jich pouze okolo třiceti. Nicméně rozšíření tohoto konceptu vedlo k vynalezení Cinéoramy, filmového experimentu navrženého Raoulem Grimoinsem-Sansonem, který simuloval let v horkovzdušném balónu nad Paříží.

## Divadlo
Zajímavostí je cykloráma v divadle, jde o tzv. panoramatickou nekonečnou oponu, závěs či stěnu, která je umístěna v zadní části jeviště. Tento druh cyklorámy byl populární v 19. století v Německu, stále se ale běžně užívá v divadlech po celém světě. Cílem cyklorámy je často vytvoření iluze oblohy, různých obrazců nebo navození větší hloubky v divadle. Podobný efekt byl používán v začátcích filmových triků, při jízdě v dopravním prostředku, i v animovaných filmech před digitální animací.

## Známé památky související s cykloramou

### Česko

Antonio Sacchetti: Pohled na Prahu z malostranské mostecké věže

- Panoráma Bitvy u Lipan českého malíře Luďka Marolda na Výstavišti v Praze, s plochou obrazu 1 362 m², s reálnými 3D objekty v popředí.
- Pohled na Prahu z malostranské mostecké věže malíře italského původu Antonia Sacchettiho, umístěný v Muzeu hlavního města Prahy, celková délka 15 m

### Zahraničí
- Panoramatické obrazy z bitvy u Borodina nebo z bitvy u Moskvy.
- Cykloráma v Jeruzalémě – kruhový obraz Paula Philippoteauxe znázorňující ukřižování Ježíše (14 × 110 m).
- Panorama racławicka – dílo zachycuje bitvu u Racławice, v současné době se nachází v polské Vratislavi.
- Cykloráma v Atlantě – válcovitý panoramatický obraz, který vykresluje válku v Atlantě během americké občanské války.
- Příchod Maďarů – dílo Árpáda Fesztyho, které má plochu 1 760 m², je vystaveno v Národním historickém památkovém parku v Ópusztaszer v Maďarsku.